# Bisdom Jales
Het bisdom Jales (Latijn: Dioecesis Ialespolitana) is een rooms-katholiek bisdom met als zetel Jales, in Brazilië. Het bisdom is suffragaan aan het aartsbisdom Ribeirão Preto.

## Geschiedenis
Het bisdom werd opgericht op 12 december 1959, uit delen van het bisdom Rio Preto. 

## Parochies
Het bisdom had in 2021 een oppervlakte van 12.788 km2 en telde 367.280 inwoners waarvan 80,8% rooms-katholiek was.

## Bisschoppen
- Arturo Gerrit João Hermanus Maria Horsthuis (13 februari 1960 - 7 november 1968)
- Luiz Eugênio Pérez (9 maart 1970 - 7 juni 1981)
- Luiz Demétrio Valentini (8 juni 1982 - 21 oktober 2015)
- José Reginaldo Andrietta (21 oktober 2015 - heden)

Ribeirão Preto (aartsbisdom) · Barretos · Catanduva · Franca · Jaboticabal · Jales · São João da Boa Vista · São José do Rio Preto · Votuporanga